# Gaetano Bellei

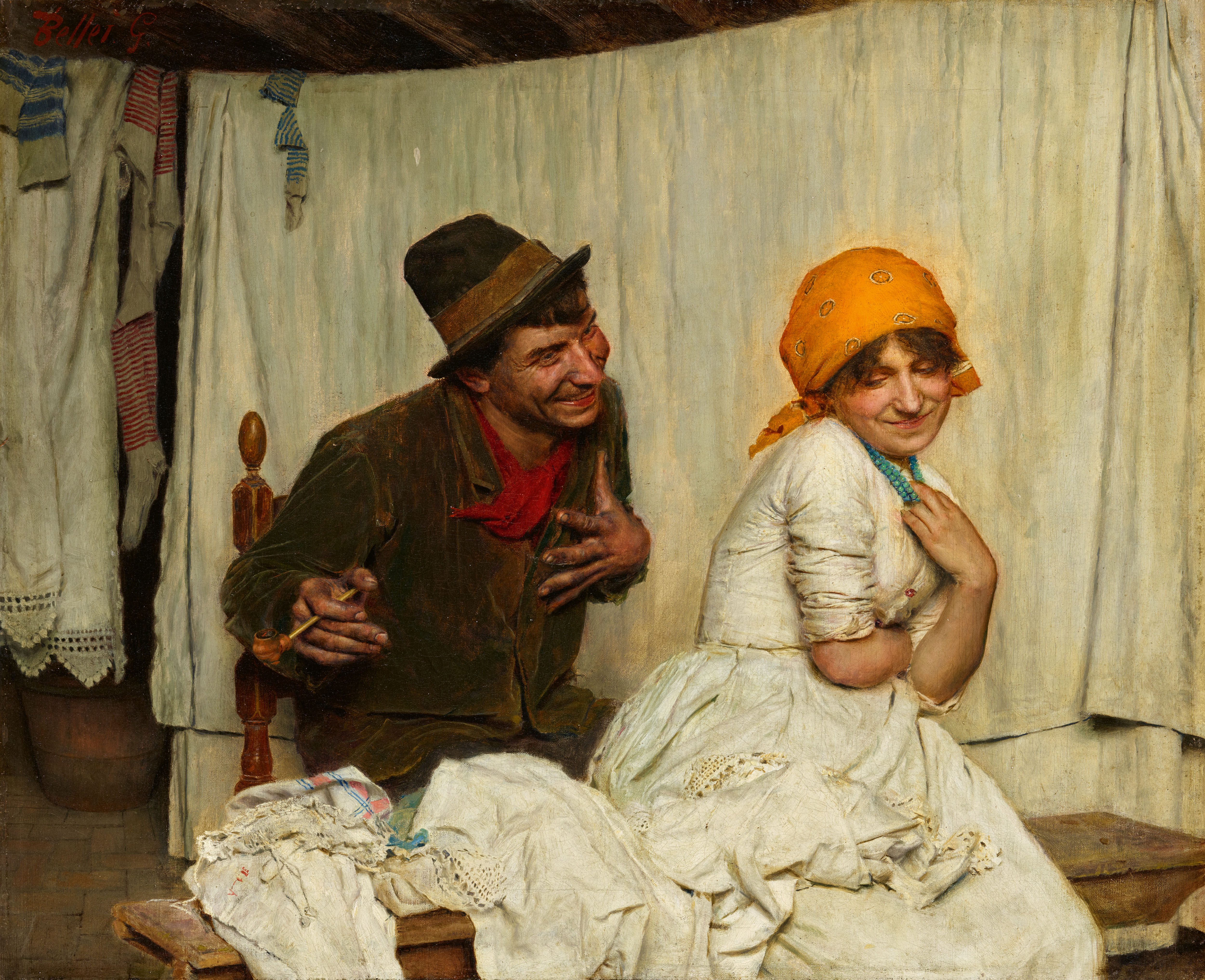
Bellei Gaetano "L'avance" Formigine "Giusti Antichità"

Gaetano Bellei (Modena, 22 gennaio 1857 – Modena, 20 marzo 1922) è stato un pittore italiano.

## Biografia
Figlio di Lorenzo e Vienna Molinari, dopo la formazione artistica all'Accademia delle Belle Arti di Modena, sotto la guida di Adeodato Malatesta, si trasferisce a Roma, dove frequenta l'accademia di San Luca, successivamente quella di Francia e in contemporanea, quella spagnola.
Nel 1883 frequenta Firenze per un anno, dove porta a fine il proprio pensionato artistico. Nella città toscana entra in contatto, per il suo eclettismo, con collezionisti, mercanti e mecenati di origine inglese per lo più, che gli commissionano varie tipologie di opere. In questo periodo si avvicina e conosce Gaetano Chierici. Morì a Modena nel 1922.

### Primi anni

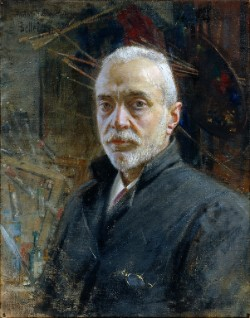
Bellei Gaetano, autoritratto (olio su tela, cm 54,5 x 70, 1918) Museo Civico, Modena.

Il primo periodo artistico si caratterizza per la pittura di scenette, i cui dettagli e particolarità vengono spesso replicati, da Bellei, in diverse varianti, nelle nuove opere, poiché molto apprezzati dai collezionisti e mecenati. I temi narrativi e frivoli della sua pittura si mescolano ad un'ottima tecnica e spesso al passo con le maggiori tendenze europee. Si dedica anche alla ritrattistica e alla pittura a tema sacro. Dal 1893 insegna all'Accademia di Modena, ma continua a partecipare alle esposizioni come quella di Torino del 1898, di Milano nel 1906 e di Roma nel 1911. 

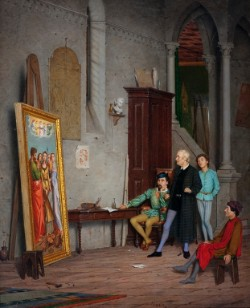
Francesco Raibolini, detto il Francia, che nella sua bottega ammira per la prima volta la S. Cecilia di Raffaello. (olio su tela, cm 90x112, 1876, Modena, Museo Civico)

Nel 1876 vince un concorso, quando è ancora studente, per l'assegnazione del Premio Poletti, col dipinto Il Francia che ammira per la prima volta la S. Cecilia di Raffaello, battendo Achille Boschi. Un dipinto altamente scenografico che gli fa ottenere il Pensionato. I suoi dipinti si allontanano dall'accademismo, destando polemiche per l'impronta davvero realista che acquistano. Resfa è un dipinto dai toni crudi e cupi, ispirati al simbolismo tedesco, che suscita i critiche, per essere poi giudicata universalmente "la migliore opera di pittura dell'arte contemporanea modenese".

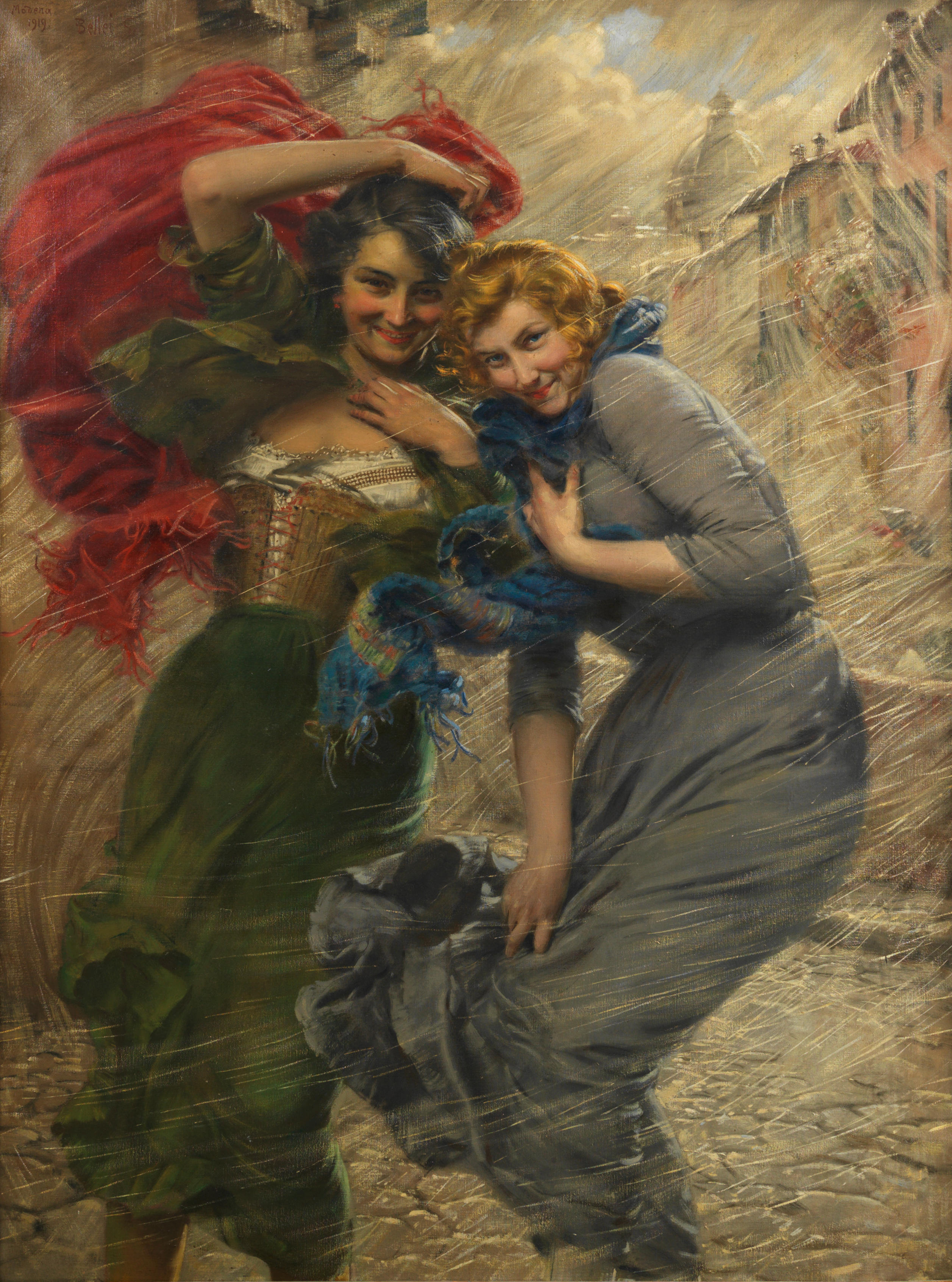
Durante la pioggia, olio su tela, 151.5 x 111 cm, Modena, 1919

Domenico Morelli affermò che Bellei «sembra aderire alle cose immaginate e vere all'un tempo»

## Arte e temi

### La pittura di genere
I soggetti preferiti sono anziani e i bambini. Dipinge scene dell'umile quotidianità contadina, come abbracci fra nipote e nonno, giocatori di carte, frati, lavoratori e talvolta accompagnati da animali. Molti degli stessi sono riprodotti e ripetuti in diverse varianti, poiché apprezzate dal pubblico acquirente. Si rivela maestro della raffigurazione degli affetti umani e delle reazioni e sensazioni umane. Ad una mostra a Genova del 1885, espone per la prima volta Il micino fortunato, che gli reca talmente successo commerciale, da riprodurne diverse varianti con lo stesso soggetto.
Si avvicina e sperimenta anche le caratteristiche dello stile Liberty, come nel dipinto Durante la pioggia, in cui si nota una perfetta tecnica di resa della pioggia e degli abiti dei soggetti, o del movimento divisionista, come esempio il dipinto Il porto di Livorno.

### Ritrattistica e pittura sacra
Produce una serie di opere dal carattere sacro, come per la parrocchia di Zocca, la pala col Redentore, o il Beato Cottolengo per la cappella Rangoni di Bomporto. Nel 1914 decora e dipinge la Cappella Maggiore della Chiesa di S. Maria di Mugnano, poi "La Maddalena" per la chiesa di S. Domenico a Modena. Successivamente si dedica ad un'attività di pittura sacra in tutta la provincia di Modena.
Il periodo da ritrattista segna un ritorno al divisionismo. Viene ingaggiato per diversi ritratti ufficiali, mentre altri, più personali come i ritratti dei Coniugi Palazzi, Ferruccio Cambi, o Autoritratto.